# Dubbeltaligheid

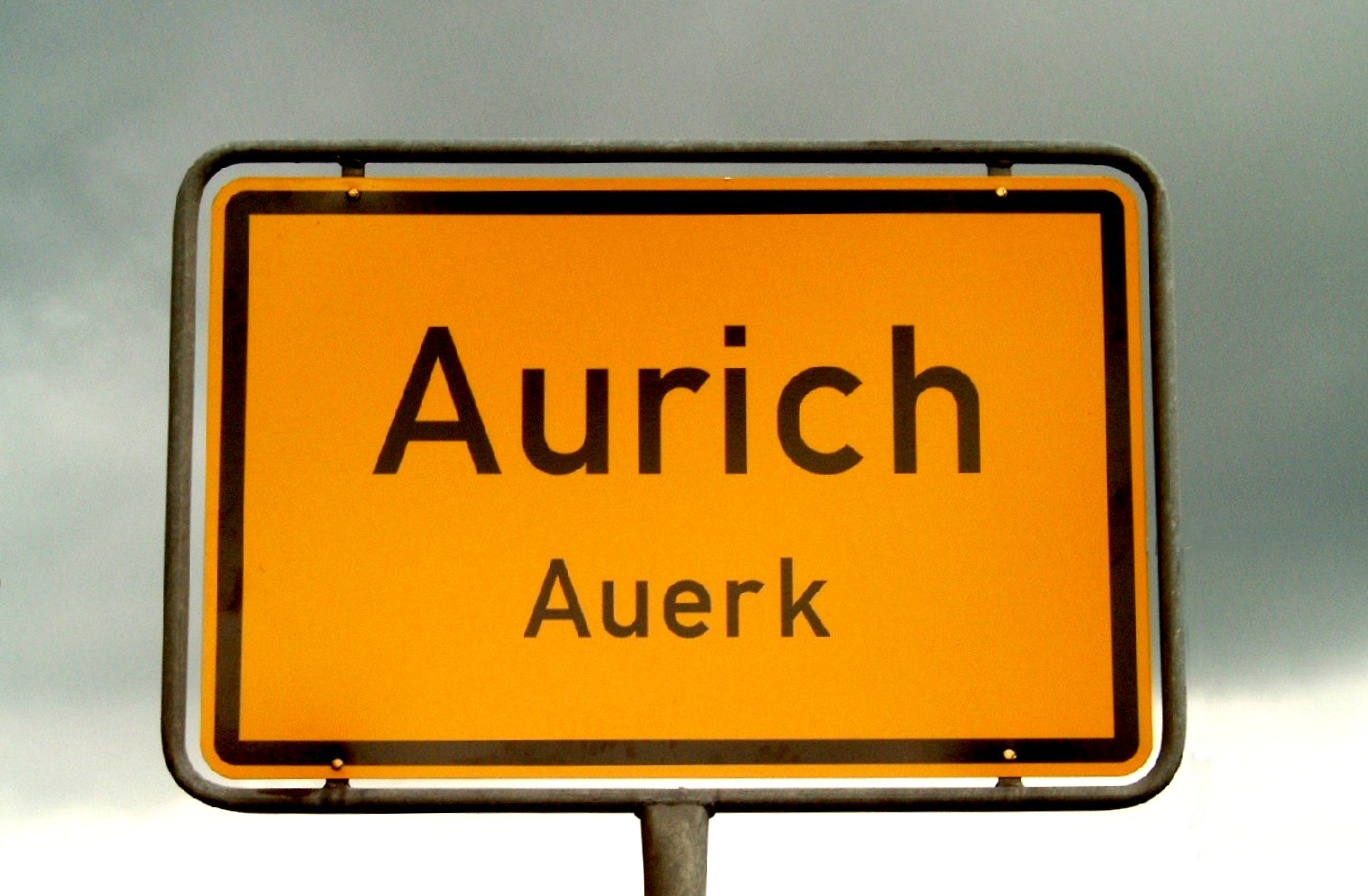
Dubbeltalig plaatsnaambord van de Oost-Friese stad Aurich/Auerk

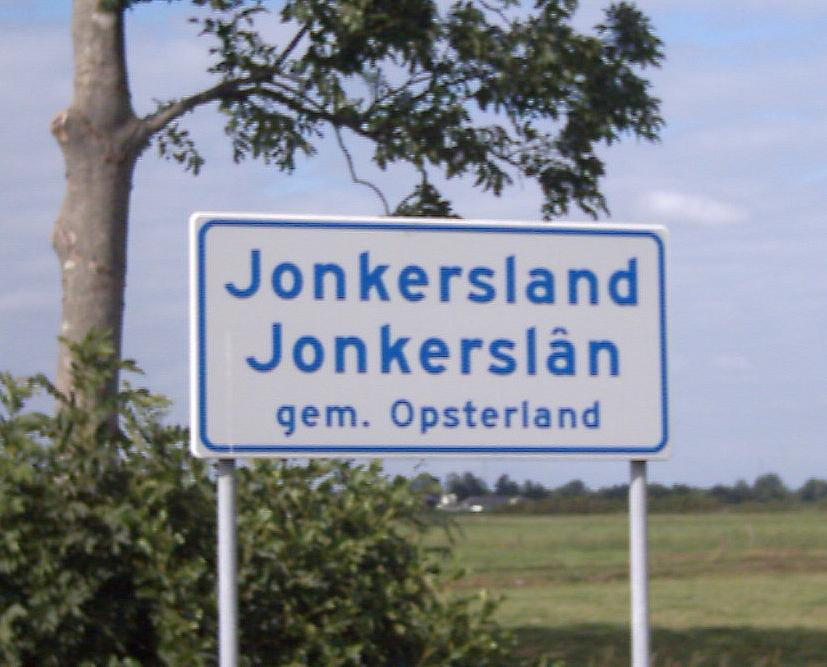
Dubbeltalig plaatsnaambord van de buurtschap Jonkersland

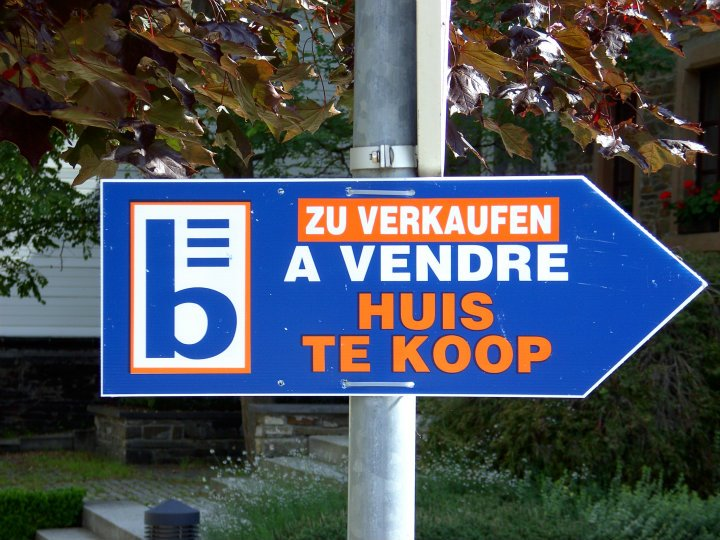
Drietalig bord in Burg-Reuland in de Oostkantons

Met de dubbeltaligheid van een boek, opschrift of andere tekstdrager wordt bedoeld dat dit/deze min of meer dezelfde boodschap in twee verschillende talen weergeeft. Zo kan een boek gedichten uit een taal bevatten, met vertalingen daarvan in een andere taal ernaast. 
In tweetalige streken komen vaak dubbeltalige straat- en plaatsnaamborden voor:
- Lapland in Noorwegen (Noors-Samisch-Kveens), Zweden (Zweeds-Samisch), Finland (Fins-Samisch)
- Finland (Fins-Zweeds)
- Ierland (Ierse Republiek) (Iers-Engels)
- Friesland (Fries-Nederlands) in Nederland
- Karinthië (Duits-Sloveens) en Burgenland (Duits-Hongaars) in Oostenrijk
- Brussel (Frans-Nederlands) en Belgische faciliteitengemeenten (Frans-Nederlands, Nederlands-Frans, Duits-Frans of Frans-Duits) (in de Oostkantons) in België
- Bretagne (Frans-Bretoens) en Frans Baskenland (Frans-Baskisch) in Frankrijk
- Galicië (Galicisch-Spaans), Baskenland (Baskisch-Spaans, Catalonië (Catalaans-Spaans (en Aranees)), Balearen (Catalaans-Spaans), Valenciaanse Gemeenschap (Valenciaans-Spaans), Asturië (Asturisch-Spaans) in Spanje
- Wales (Engels-Welsh), Schotland (Engels-Schots Gaelic) in het Verenigd Koninkrijk
- Luxemburg (Frans-Duits-Luxemburgs)
- Zwitserland (Frans, Duits, Italiaans, Retoromaans)
- Zuid-Tirol (Duits-Italiaans-(Ladinisch)), Valle d'Aosta (Italiaans-Frans) en Friuli-Venezia Giulia (Italiaans-Friulisch-Sloveens) in Italië
- Sorbisch-Duits en Fries-Duits in Duitsland
- Duits-Deens in een deel van Zuid-Jutland in Denemarken
- Servisch en Hongaars, Slowaaks, Kroatisch, Roemeens, Roetheens in Vojvodina in Servië
- Kroatisch-Italiaans in Istrië in Kroatië
- Sloveens-Italiaans en Sloveens-Hongaars in Slovenië
- Macedonisch en Albanees in Noord-Macedonië
- Albanees en Servisch in Kosovo
- Roemeens en Hongaars of Duits in delen van Roemenië
- Slowaaks en Hongaars in delen van Slowakije
- Pools en Duits, Wit-Russisch, Kasjoebisch, Lemkisch, Litouws in delen van Polen

## Afbeeldingen

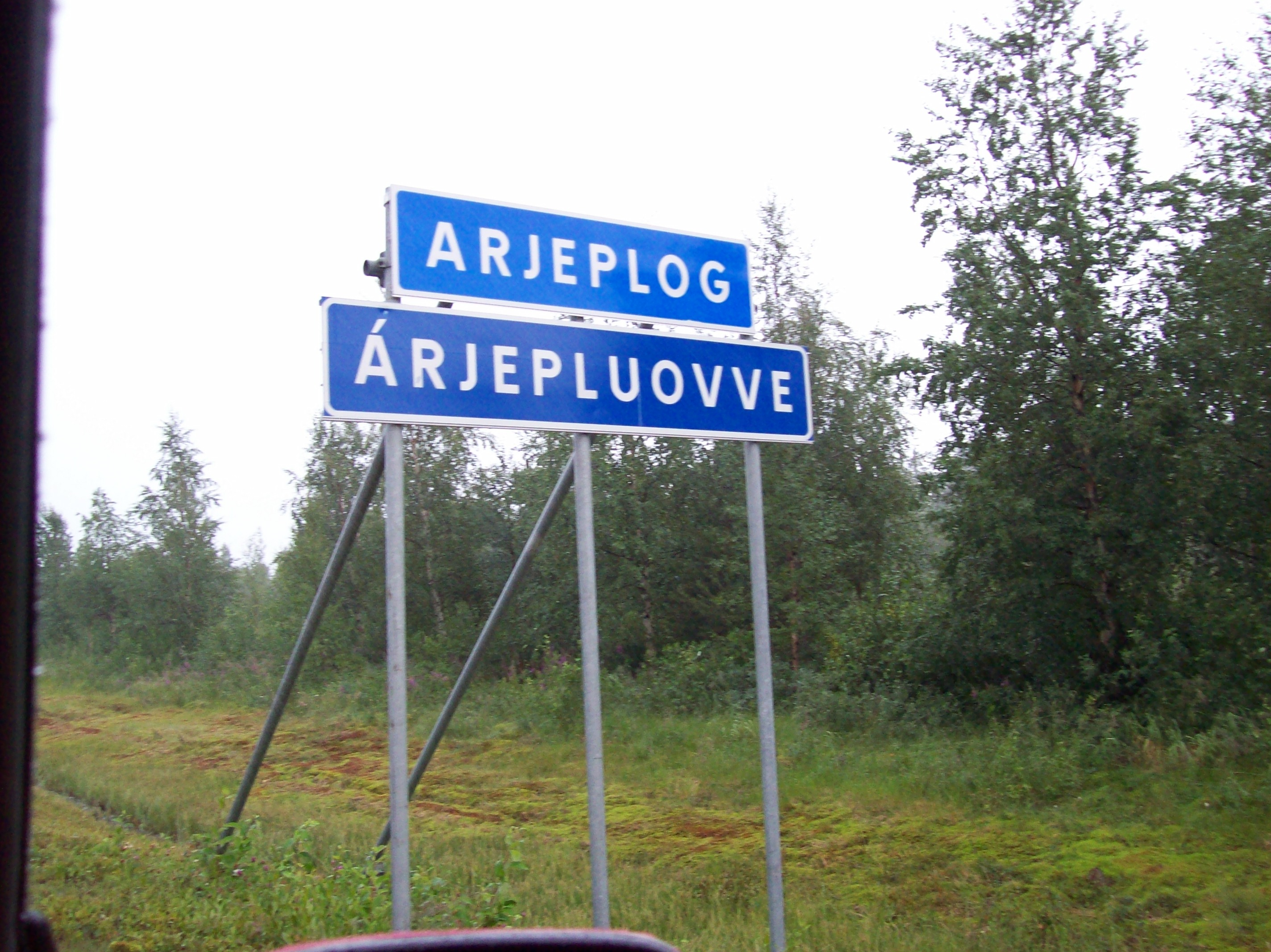
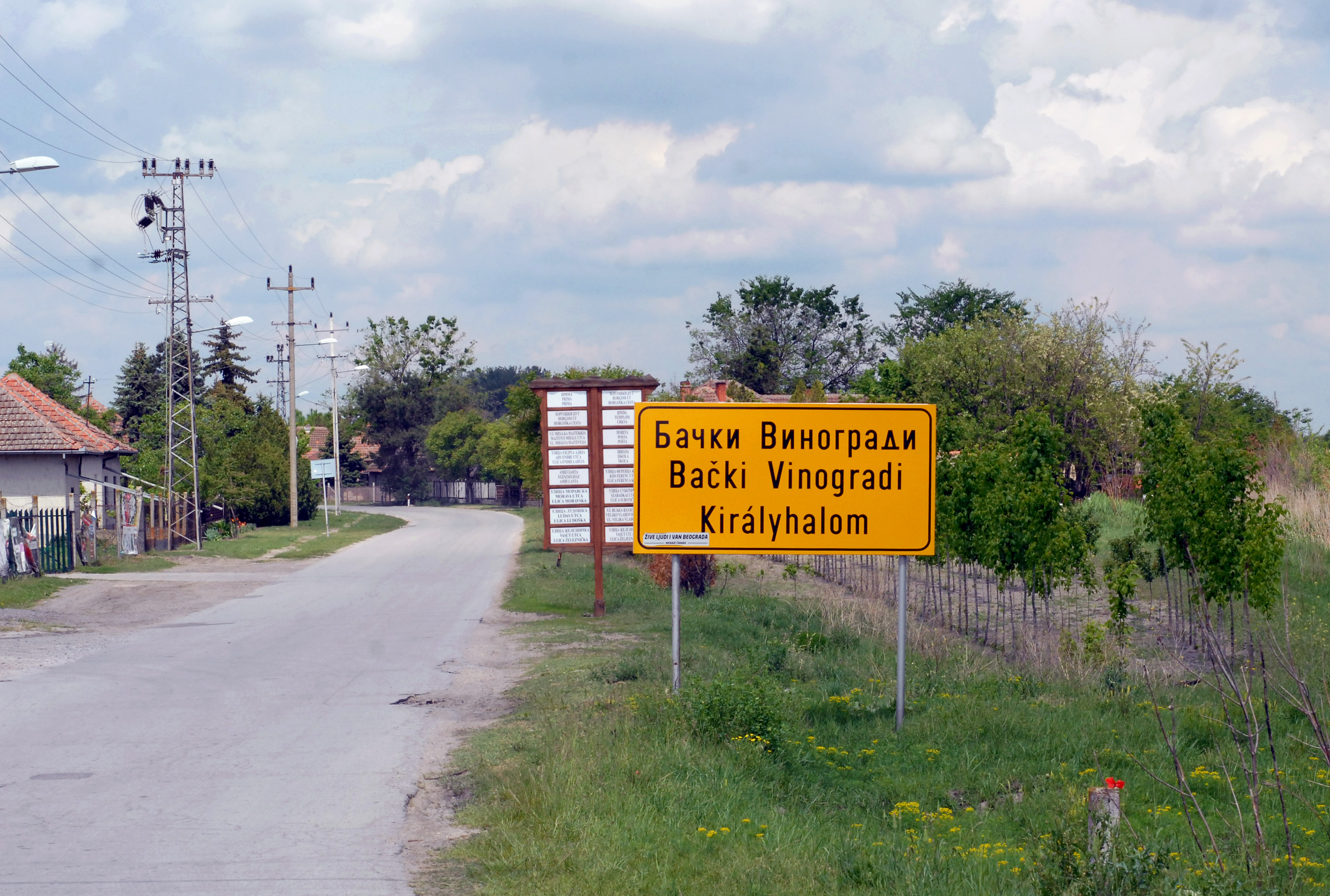
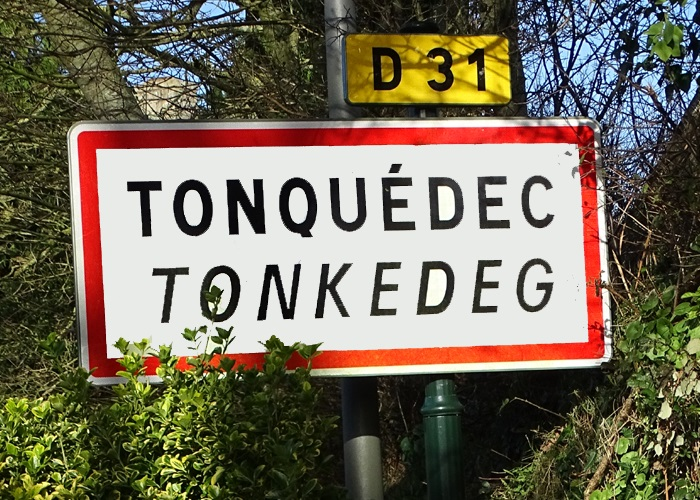
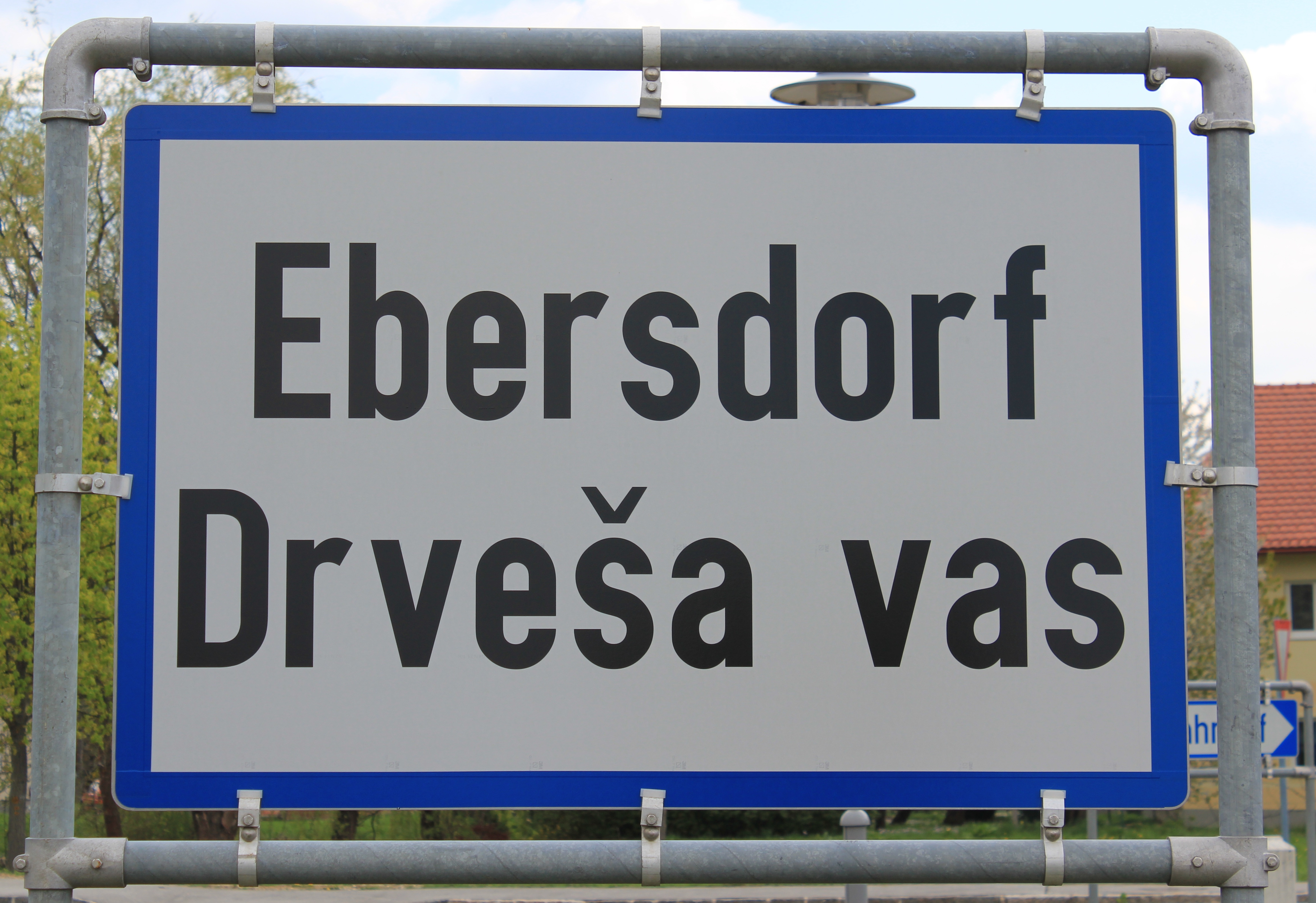
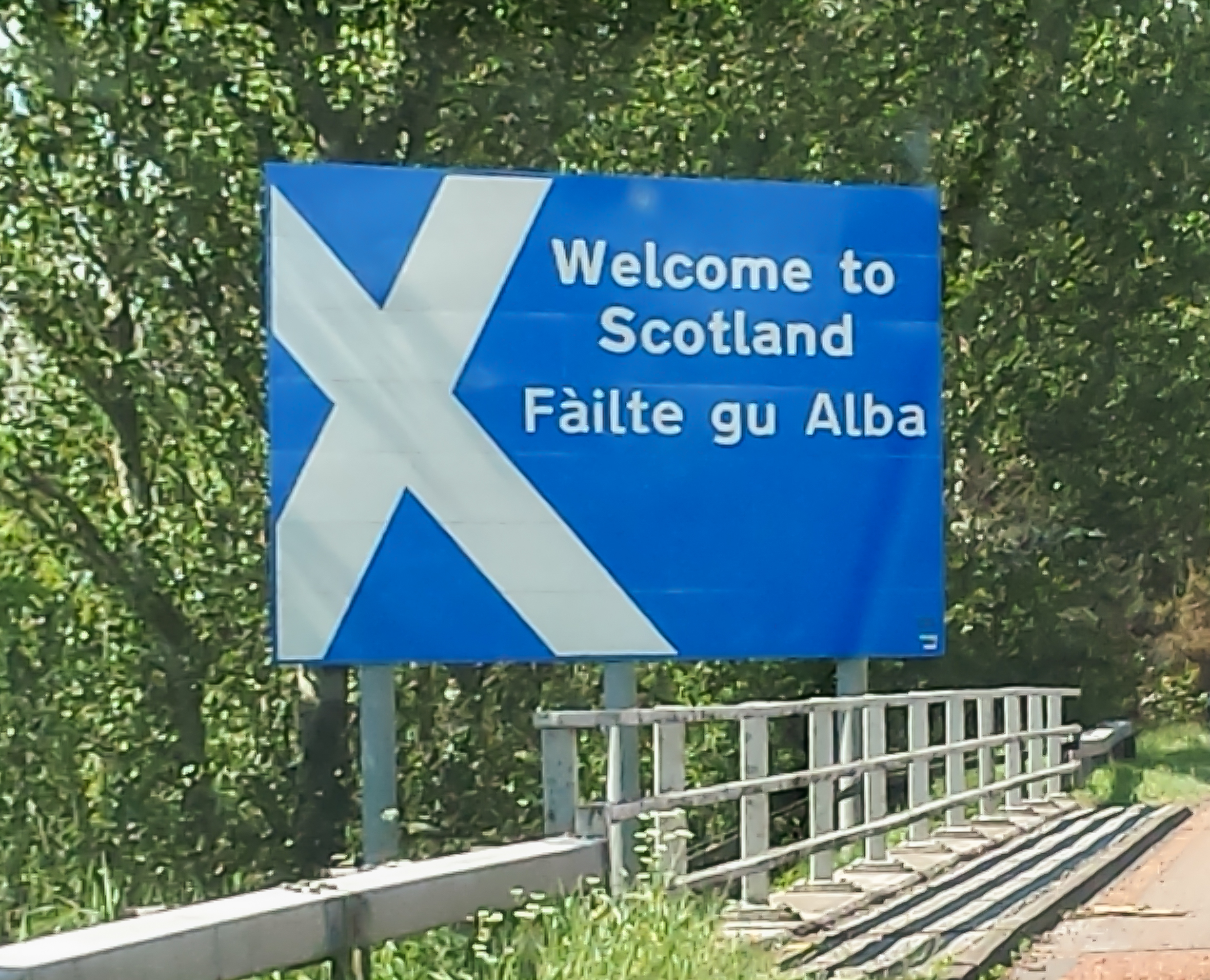
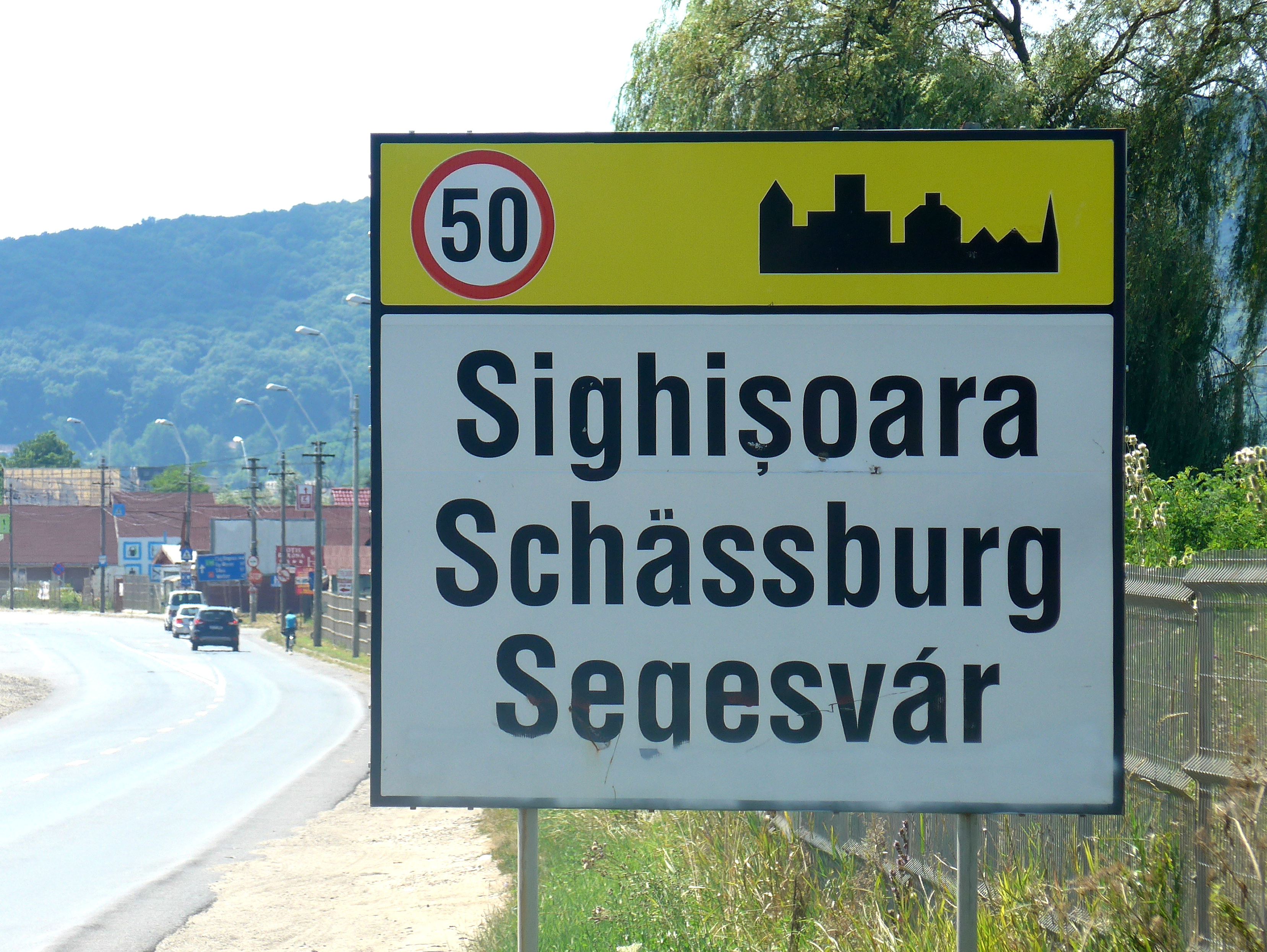
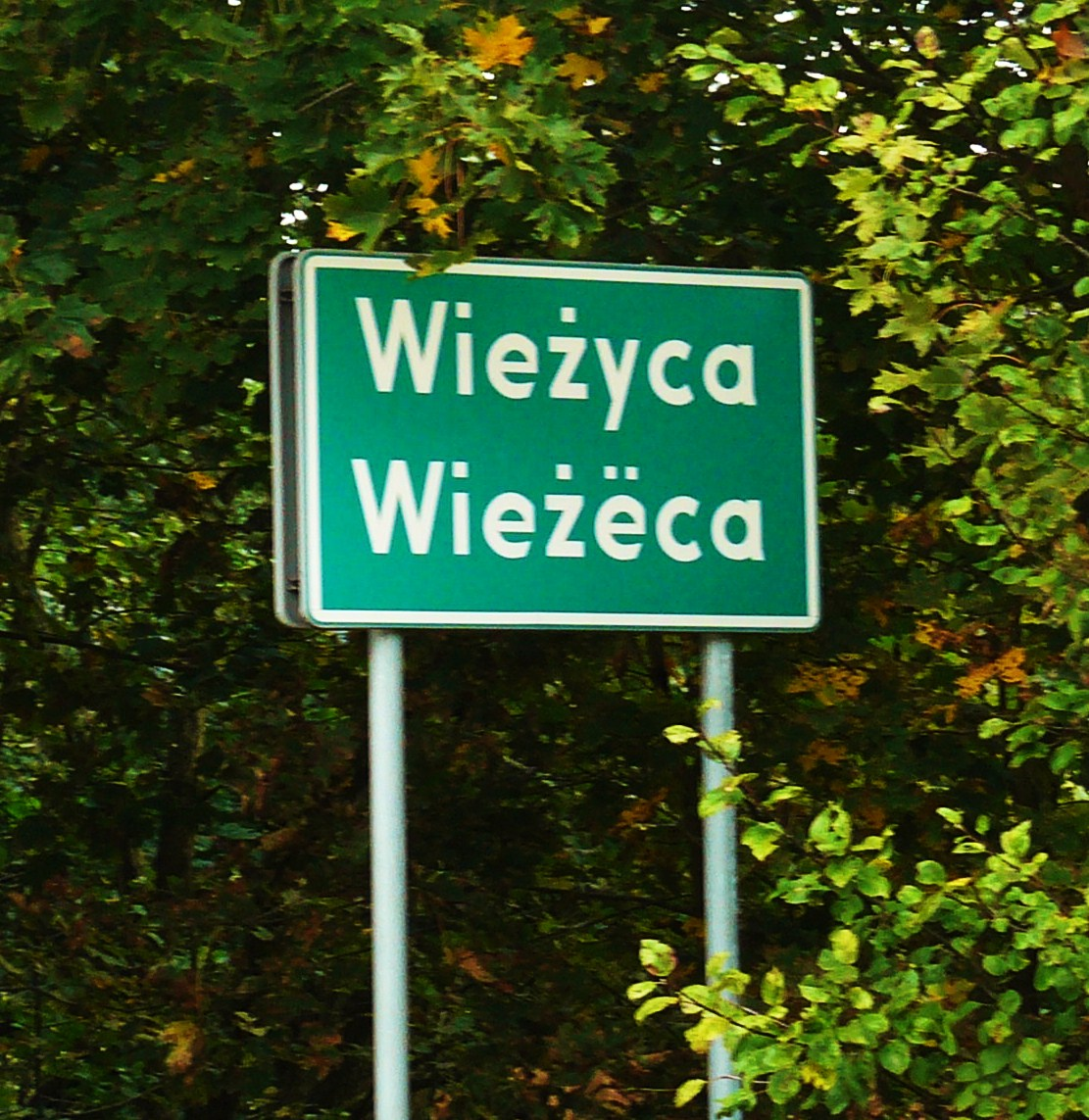
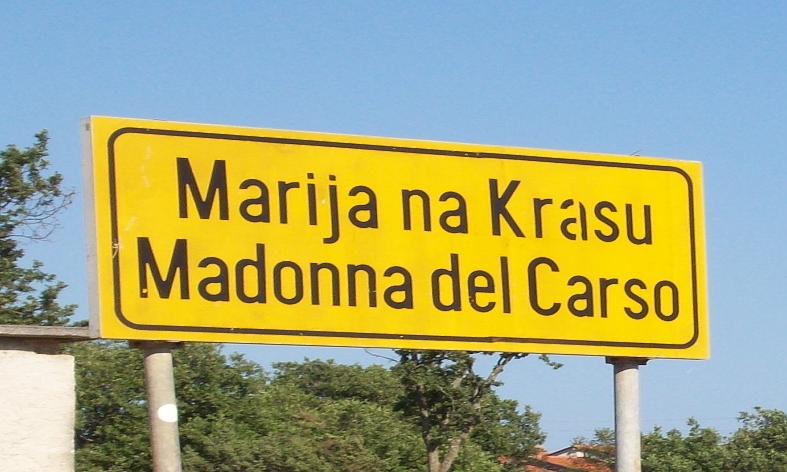
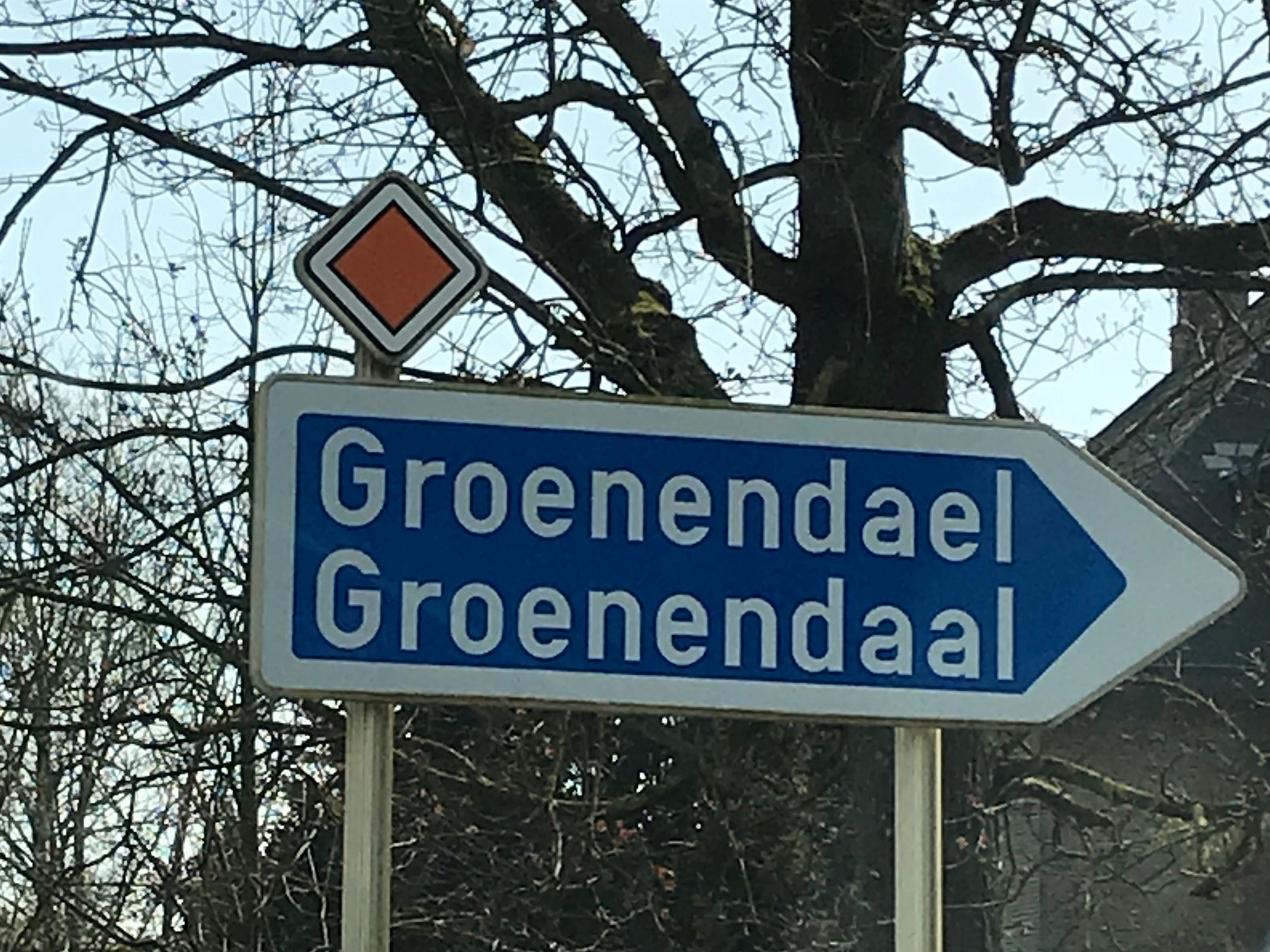
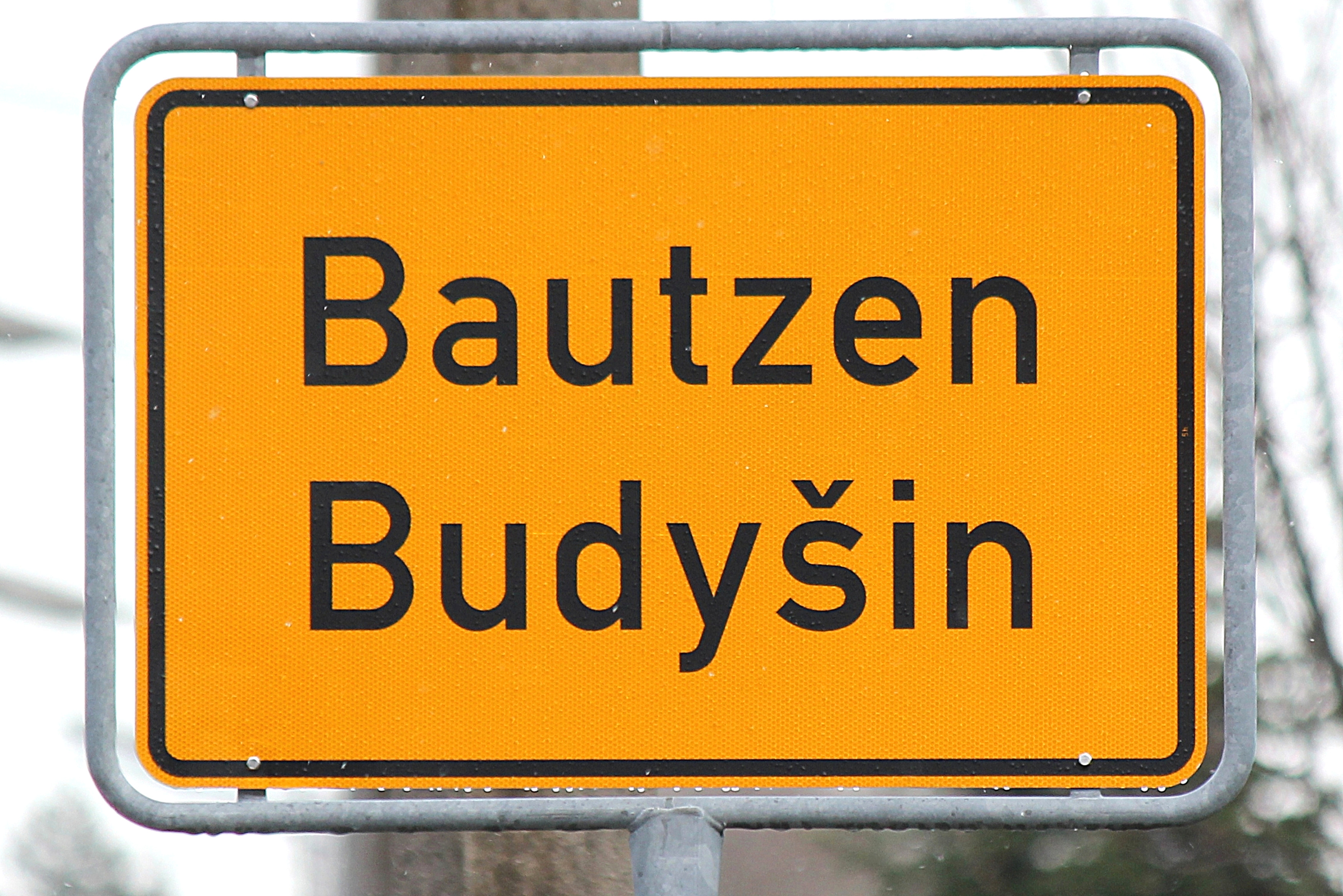
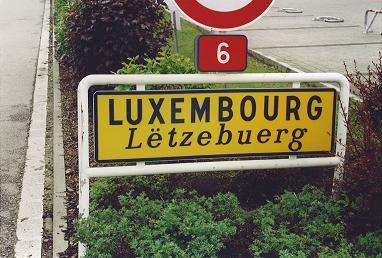
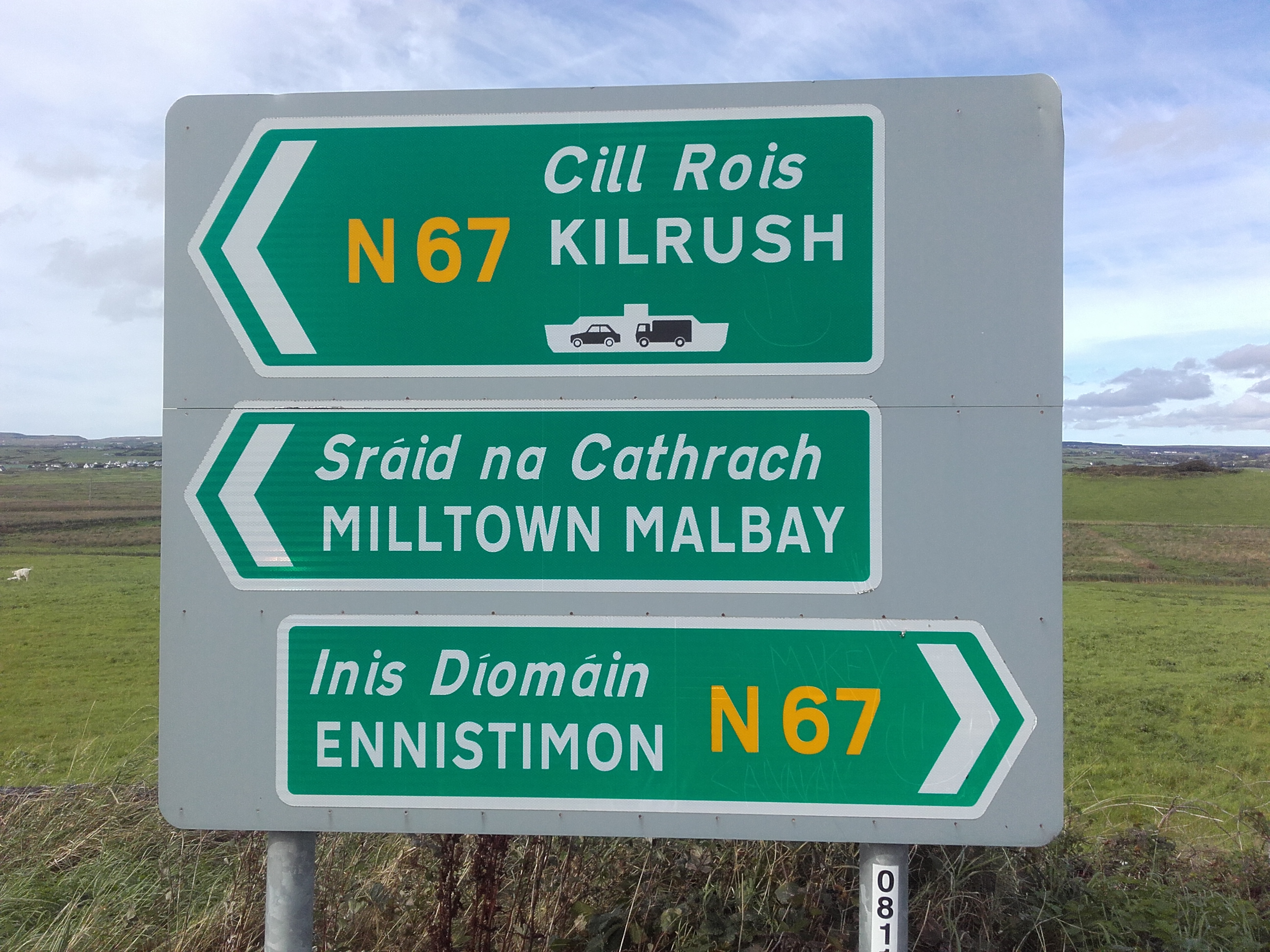